# Viczián István
Viczián István (Tápiószele, 1874. június 24. – Toronto, Kanada, 1959. április 3.) köztisztviselő, politikus, államtitkár, országgyűlési képviselő, Pest-Pilis-Solt-Kiskun vármegye főispánja.

## Életrajza
Nemesi származású középbirtokos családba született annak ősi birtokán. Középiskolai tanulmányait Besztercebányán és  Szolnokon, az egyetemet Budapesten végezte, jogász lett. Ezután európai tanulmánykörútra ment, amiben a nyugati országok mellett megfordult a Balkánon is.  1896-ban lett fogalmazógyakornok a Belügyminisztériumnál. A szamárlétra minden fokát végigjárva 1917-ben miniszteri tanácsos, 1921-ben helyettes államtitkár, 1931-ben pedig „rendes” államtitkár lett. A parlamentben mindvégig élesen szembehelyezkedett a Szociáldemokrata Párttal.
1920-tól 1944-ig volt Pest-Pilis-Solt-Kiskun vármegye törvényhatósági bizottságának a tagja. 1920-ban a Keresztény Községi Párt színeiben jutott be a fővárosi törvényhatósági bizottságba is. 1922-ben és 1926-ban a nagykátai választókerületben az Egységes Párt jelöltjeként szerzett országgyűlési mandátumot. 1931-ben alulmaradt; több választáson nem is indult. 1930-ban a budapesti törvényhatóság örökös tagjává választotta, illetve felsőházi tag lett, innentől kezdve országgyűlési munkáját a felsőházban fejtette ki pártja színeiben. 1941-ben kinevezték Pest-Pilis-Solt-Kiskun vármegye főispánjává, amit Magyarország német megszállásáig, azaz 1944. március 19-ig látott el.
A második világháború legvégén külföldre emigrált, Torontóban telepedett le és nekilátott emlékiratai megírásának Életem és korom – Pest vármegye főispánjának emlékiratai címmel. A könyvvel 1952-ben készült el, s benne a két világháború közti politikai, illetve köztisztviselői életbe, mindennapokba, illetve a kormánypárt belső működésébe és viszonyaiba enged részletes bepillantást. A kézirat csak az 1990-es évek végén került Magyarországra, így első kiadására csak a 2000-es években (2007-ben) került sor. Viczián István Torontóban hunyt el 1959. április 3-án.

## Főbb művei
- A községi szervezet főbb kérdései, Budapest, 1909
- A falu háztartása és közjóléti intézményei, Budapest, Pallas Kiadó, 1914
- A drágaság igazi oka és a kibontakozás, Budapest, 1921
- Életem és korom. Pest vármegye főispánjának emlékiratai, 1-3.; szerk., jegyz. Ablonczy Balázs, sajtó alá rend. Viczián István, Viczián Erzsébet, Viczián Miklós; PMMI Ferenczy Múzeum, Szentendre, 2007–2010, ISBN 9789639590212
  - 1. 2007
  - 2. Száműzetésben; 2008
  - 3. Száműzetésben Amerikában; 2010